# Lygodactylus blancae
Espèce
Statut de conservation UICN

 NT  : Quasi menacé
Lygodactylus blancae est une espèce de geckos de la famille des Gekkonidae.

## Répartition
Cette espèce est endémique à Madagascar.

## Étymologie
Cette espèce est nommée en l'honneur de Françoise Blanc.

## Publication originale
- Pasteur, 1995 : Biodiversite et reptiles: diagnoses de sept nouvelles espèces fossiles et actuelles du genre de lezards Lygodactylus (Sauria, Gekkonidae). Dumerilia, vol. 2, p. 1-21.